# L!L!L! (Love the Life We Live)
『L！L！L！ (Love the Life We Live)』（エル・エル・エル ラブ・ザ・ライフ・ウィー・リヴ）は、虹ヶ咲学園スクールアイドル同好会の4枚目のアルバム。2021年10月13日にLantisから発売された。

## 背景
前作『Just Believe!!!』から約1年ぶりのアルバムで、ミア・テイラー（内田秀）と鐘嵐珠（法元明菜）の2人が加入し、12人体制となってから初のアルバムとなり、優木せつ菜役の楠木ともりが2023年3月31日を以て虹ヶ咲のメンバーから降板し、4月1日より林鼓子に交代になったため、楠木が参加した最後のアルバムとなった。

## 音楽性
前作と同様10人のソロ曲に加え、新メンバー2人のソロ曲、メンバー全員で歌唱しているアルバムタイトル曲「L！L！L！ (Love the Life We Live)」が収録されている。
12曲目の「Toy Doll」は、ミア・テイラー（内田秀）のソロ楽曲で、全英語詞のロック調に仕上がっている。
13曲目の「夜明珠」は、鐘嵐珠（法元明菜）のソロ楽曲で、中国の雰囲気は残しつつ、サイバー風の曲調で、日本語の中に中国語を交じ合わせたものとなっている。

## リリース
2021年10月13日に、Lantisからリリースされた。
初回生産分には、2022年に京セラドーム大阪に於いて開催された4thライブ『ラブライブ！虹ヶ咲学園スクールアイドル同好会 4th Live! 〜Love the Life We Live〜』のチケット最速先行抽選申込券と、スマートフォンゲーム『ラブライブ! スクールアイドルフェスティバル ALL STARS』で使用できるシリアルコードが付属している。

## 収録曲
- 歌詞カードに記載されているフォントは、1曲ごとに違う字体が使われている。

| #         | タイトル                                                                | 作詞                 | 作曲                           | 編曲               | 時間  |
| --------- | ----------------------------------------------------------------------- | -------------------- | ------------------------------ | ------------------ | ----- |
| 1.        | 「L！L！L！ (Love the Life We Live)」(虹ヶ咲学園スクールアイドル同好会) | Ayaka Miyake         | Keisuke Koyama                 | Keisuke Koyama     | 4:09  |
| 2.        | 「Break The System」(上原歩夢（大西亜玖璃）)                            | nana hatori shun ÷1  | nana hatori shun ÷1            | shun ÷1            | 3:44  |
| 3.        | 「TO BE YOURSELF」(中須かすみ（相良茉優）)                              | Ryota Saito          | Ryota Saito Diz                | Diz                | 3:56  |
| 4.        | 「エイエ戦サー」(桜坂しずく（前田佳織里）)                              | 鈴木まなか           | 鈴木まなか 宮澤樹生            | 遠藤ナオキ         | 4:23  |
| 5.        | 「Turn it Up!」(朝香果林（久保田未夢）)                                 | Akira Sunset         | Akira Sunset 遠藤ナオキ        | 遠藤ナオキ         | 3:10  |
| 6.        | 「Diabolic mulier」(宮下愛（村上奈津実）)                               | T4K                  | T4K Luis Ogata                 | サイトウリョースケ | 4:05  |
| 7.        | 「Silent Blaze」(近江彼方（鬼頭明里）)                                  | 鈴木エレカ           | 鈴木エレカ 田中マッシュ        | 田中マッシュ       | 4:02  |
| 8.        | 「ヤダ！」(優木せつ菜（楠木ともり）)                                    | Akira Sunset         | Akira Sunset 菊池博人          | 菊池博人           | 4:15  |
| 9.        | 「いつだってfor you!」(エマ・ヴェルデ（指出毬亜）)                      | 鈴木エレカ Carlos K. | 米澤森人 藤原彩豊              | 藤原彩豊           | 4:00  |
| 10.       | 「First Love Again」(天王寺璃奈（田中ちえ美）)                          | 月見草               | 月見草 吉村隆行                | 吉村隆行           | 4:25  |
| 11.       | 「コンセントレイト！」(三船栞子（小泉萌香）)                            | 村木海季男           | ソラノアルト                   | ソラノアルト       | 3:27  |
| 12.       | 「Toy Doll」(ミア・テイラー（内田秀）)                                  | nana hatori          | 宮田'レフティ'リョウ Carlos K. | Konnie Aoki        | 4:11  |
| 13.       | 「夜明珠」(鐘嵐珠（法元明菜）)                                          | BEATNINE             | BEATNINE                       | BEATNINE           | 3:41  |
| 合計時間: | 合計時間:                                                               | 合計時間:            | 合計時間:                      | 合計時間:          | 51:28 |

## タイアップ
| #  | 曲名         | タイアップ                                                                   |
| -- | ------------ | ---------------------------------------------------------------------------- |
| 12 | 「Toy Doll」 | テレビアニメ『ラブライブ!虹ヶ咲学園スクールアイドル同好会』第2期第13話挿入歌 |
| 13 | 「夜明珠」   | テレビアニメ『ラブライブ!虹ヶ咲学園スクールアイドル同好会』第2期第13話挿入歌 |

### ユニットメンバー
1. 1 2 3 4  上原歩夢（大西亜玖璃）、中須かすみ（相良茉優）、桜坂しずく（前田佳織里）、朝香果林（久保田未夢）、宮下愛（村上奈津実）、近江彼方（鬼頭明里）、優木せつ菜（楠木ともり）、エマ・ヴェルデ（指出毬亜）、天王寺璃奈（田中ちえ美）、三船栞子（小泉萌香）、ミア・テイラー（内田秀）、鐘嵐珠（法元明菜）